# Vámosszabadi, Győr-Moson-Sopron
Vámosszabadi  este un sat în districtul Győr, județul Győr-Moson-Sopron, Ungaria, având o populație de 1.562 de locuitori (2011). 

## Demografie
Componența etnică a satului Vámosszabadi
     Maghiari (97,24%)
     Germani (1,63%)
     Necunoscut (0,92%)
     Slovaci (0,21%)
     Alții (0,92%)
Componența confesională a satului Vámosszabadi
     Fără religie (11,14%)
     Luterani (2,94%)
     Reformați (2,75%)
     Necunoscută (82,27%)
     Atei (0,9%)
     Alte religii (0,7%)
Conform recensământului din 2011, satul Vámosszabadi avea 1.562 de locuitori. Din punct de vedere etnic, majoritatea locuitorilor (97,24%) erau maghiari, cu o minoritate de germani (1,63%). Apartenența etnică nu este cunoscută în cazul a 0,92% din locuitori. Nu există o religie majoritară, locuitorii fiind persoane fără religie (11,14%), luterani (2,94%) și reformați (2,75%). Pentru 82,27% din locuitori nu este cunoscută apartenența confesională.